# Kapor-csúcs

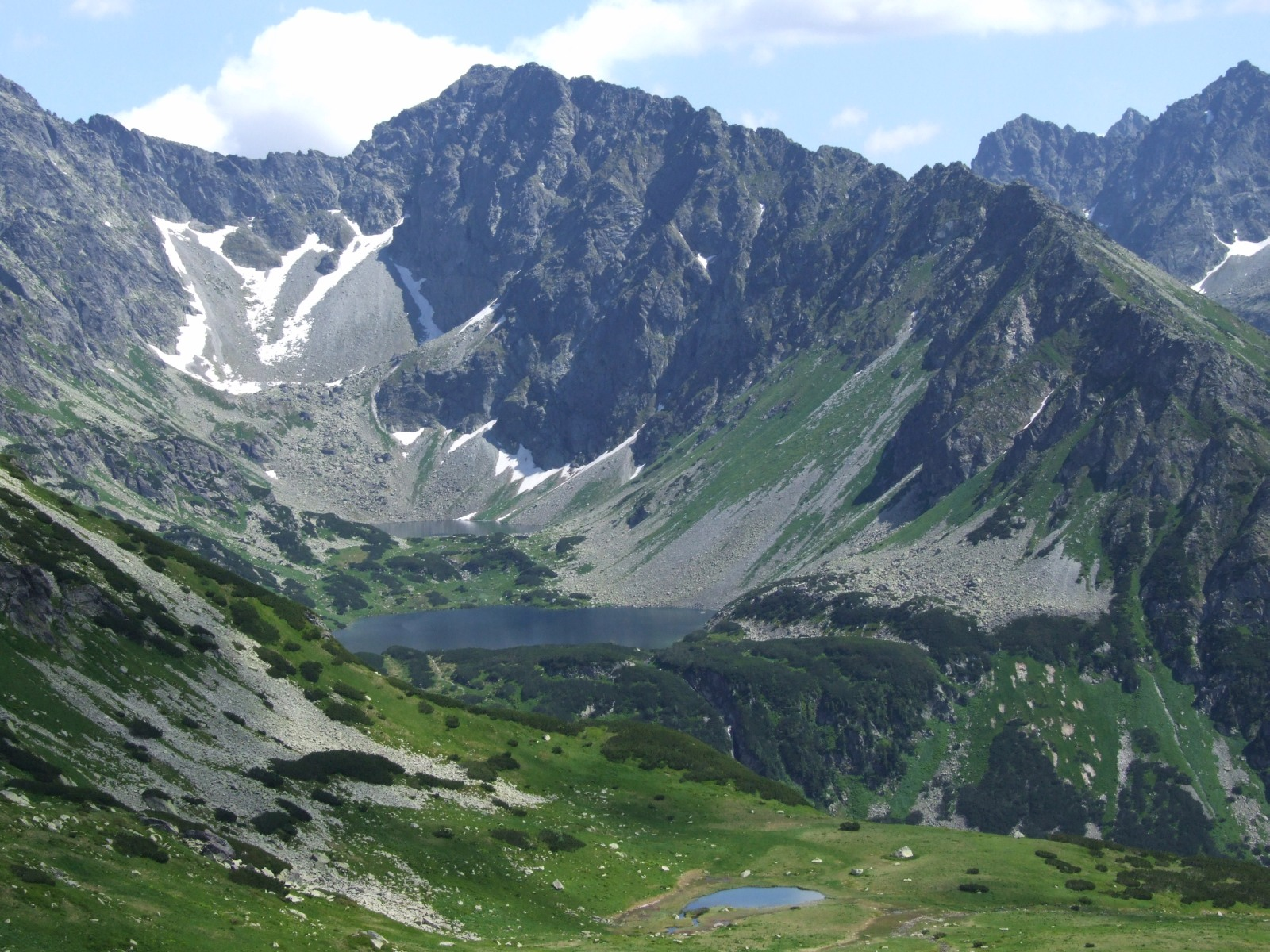
A Kapor-csúcs a Szmrecsini-völgyből

Kapor-csúcs vagy más néven Koprova-csúcs (szlovákul Kôprovský štít) 2363,3 méter magas hegycsúcs a Magas-Tátrában, Szlovákiában.
A Menguszfalvi-völgy felől szép sziklagúla formája van, a Szmrecsini-völgyből (Fenyves-tavi-völgyből) vad fallal tör fel, míg a Hlinszka-völgy oldalán végig omladékos lejtő húzódik a hegy tetejéig.
Csúcsában három felől futnak össze a gerincek. ÉK felé a Szmrecsini-hágó (Fenyves-tavi-hágó) választja el a Csubrinától, DK-re tőle a Kapor-hágó (Koprova-hágó) széles nyílása fekszik, míg ÉNY. irányban igen hosszú oldalgerinc ágazik ki belőle, amely a Hlinszka- és a Szmrecsini-völgyet (Fenyves-tavi-völgyet) választja el egymástól. A Magas-Tátra legkönnyebben elérhető kilátóhegyei közé tartozik. Kilátása egyike a legszebbeknek.
Megközelítése a Felső-Kapor-hágóból, a déli hegyoldalon készített ösvényen. A hágóból az ösvény kissé kitér a csúcsnak a hlinszka-völgyi omladékos D. lejtőjére, és ezen – balra a DK. gerinctől – szerpentinekben visz a csúcsra (30 p).